# Némethi Jakab
Némethi Jakab, névváltozatok: Németh, Némethy (Rozsnyó, 1573. augusztus 29. – Pozsony, 1644. június 1.) Jézus-társasági áldozópap.

## Életútja
Evangélikus nemes szülők fia, apja Némethi József. A braunsbergi jezsuitáknál és a wittenbergi egyetemen tanult; visszajövet a római katolikus vallásra tért át. 1599. május 1-jén a Collegium Germanicum et Hungaricum tagja lett. 1600. szeptember 8-án tér haza apja hívására, 1601. szeptember 29-én a Collegium Germanicum Hungaricumból lépett át a jezsuita rendbe. 1603-ban Kolozsvárt, 1607-ben Prágában, majd 1609-ben Bécsben folytatott tanulmányokat. 1611-től Magyarországon tartózkodott, 1615-től Homonnán, 1618-től Nagyszombatban, 1620-től Bécsben, 1621-től Zágrábban, 1622-től Magyarországon volt hittérítő. Később Pozsonyban tartózkodott, ahol Pázmány Péter esztergomi érsekprímás házában lakott, akinek kedves embere volt és aki többször élt tanácsával; gondozta Pázmány munkáinak kinyomatását. 1625-től vezette a pozsonyi nyomdát, 1627-28-ban segédkezett a Káldi György-féle Biblia kiadásában. 1629-től Nagyszombatban prefektus, 1630-tól Pázmány pozsonyi nyomdájának vezetője volt. 1632-ben újra Nagyszombatban dolgozott, majd 1635-től 1644-ig a pozsonyi kollégiumi nyomda igazgatója volt. 
Magyar imádságos könyvet adott ki Horányi és Stoeger szerint, könyvészeti leírását azonban nem adják. Több kéziratot hagyott hátra, melyek a magyar egyházi és polgári történelemre vonatkoznak.